# Lijst van marathons in de Verenigde Staten
De volgende pagina bevat een lijst van marathons die in de Verenigde Staten gehouden worden en werden:
| Naam                                       | Plaats                                                        | Staat            | Maand               | Jaar eerste editie | Website |
| ------------------------------------------ | ------------------------------------------------------------- | ---------------- | ------------------- | ------------------ | ------- |
| Adirondack Marathon                        | Schroon                                                       | New York         | september           | 1997               |         |
| Akron Marathon                             | Akron                                                         | Ohio             | september           | 2004               |         |
| Amica Marathon                             | Newport                                                       | Rhode Island     | oktober             |                    |         |
| Athens Marathon                            | Athens                                                        | Ohio             | april               | 2000               |         |
| Atlanta Marathon                           | Atlanta                                                       | Georgia          | oktober             | 1963               |         |
| Atlantic City Marathon                     | Atlantic City                                                 | New Jersey       | oktober             | 1960               |         |
| Austin Marathon                            | Austin                                                        | Texas            | februari            | 1992               |         |
| Avenue of The Giants Marathon              | Humboldt County                                               | Californië       | mei                 | 1972               |         |
| Baltimore Marathon                         | Baltimore                                                     | Maryland         | oktober             | 2001               |         |
| Bataan Memorial Death March                | White Sands Missile Range                                     | New Mexico       | maart               | 1989               |         |
| Bay of Fundy International Marathon        | USA CAN Lubec                                                 | Maine            | juni                | 2013               |         |
| Bayshore Marathon                          | Traverse City                                                 | Michigan         | mei                 | 1983               |         |
| Baystate Marathon                          | Lowell                                                        | Massachusetts    | oktober             | 1990               |         |
| Bellingham Bay Marathon                    | Bellingham                                                    | Washington       | september           | 2007               |         |
| Big Sur International Marathon             | Carmel                                                        | Californië       | april               | 1986               |         |
| Big Wild Life Runs                         | Anchorage                                                     | Alaska           | augustus            | 1990               |         |
| Mayor's Midnight Sun                       | Anchorage                                                     | Alaska           | juni                | 1970               |         |
| Blue Ridge Marathon on the Parkway         | Roanoke                                                       | Virginia         | april               | 2010               |         |
| Boston Marathon                            | Hopkinton naar Boston                                         | Massachusetts    | april               | 1897               |         |
| Bozeman Marathon                           | Bozeman                                                       | Montana          | september           | 2011               |         |
| Breast Cancer Marathon                     | Jacksonville Beach                                            | Florida          | februari            | 2008               |         |
| Brooklyn Marathon                          | Brooklyn                                                      | New York         | november            | 2011               |         |
| Buffalo Marathon                           | Buffalo                                                       | New York         | mei                 | 2001               |         |
| California International Marathon          | Folsom naar Sacramento                                        | Californië       | december            | 1983               |         |
| Cape Cod Marathon                          | Falmouth                                                      | Massachusetts    | oktober             | 1978               |         |
| Carlsbad Marathon                          | Carlsbad                                                      | Californië       | januari             | 1965               |         |
| Carmel Marathon                            | Carmel                                                        | Indiana          | april               | 2011               |         |
| Charlottesville Marathon                   | Charlottesville                                               | Virginia         | april               | 2003               |         |
| Chicago Marathon                           | Chicago                                                       | Illinois         | oktober             | 1977               |         |
| City of Oaks Marathon                      | Raleigh                                                       | North Carolina   | november            | 2007               |         |
| City of Trees Marathon                     | Boise                                                         | Idaho            | oktober             | 2002               |         |
| Cleveland Marathon                         | Cleveland                                                     | Ohio             | mei                 | 1976               |         |
| Columbus Marathon                          | Columbus                                                      | Ohio             | oktober             | 1980               |         |
| Colorado Colfax Marathon                   | Denver                                                        | Colorado         | mei                 | 2006               |         |
| Cowtown Marathon                           | Fort Worth                                                    | Texas            | februari            | 1978               |         |
| Crazy Horse Marathon                       | Hill City                                                     | South Dakota     | oktober             | 2006               |         |
| Dallas White Rock Marathon                 | Dallas                                                        | Texas            | april               | 1971               |         |
| Bojangles' Darlington Marathon             | Darlington                                                    | South Carolina   | september           | 2012               |         |
| Death Valley Borax Marathon                | Death Valley                                                  | Californië       | februari            | 1998               |         |
| Dean Karnazes Silicon Valley Marathon      | San José                                                      | Californië       | oktober             | 2002               |         |
| Denver Marathon                            | Denver                                                        | Colorado         | oktober             | 2006               |         |
| Des Moines Marathon                        | Des Moines                                                    | Iowa             | oktober             | 2002               |         |
| Desert Classic Marathon                    | Surprise                                                      | Arizona          | februari            | 1994               |         |
| Detroit Free Press / Flagstar Marathon     | USA Detroit naar CAN Windsor                                  | Michigan Ontario | oktober             | 1977               |         |
| Duke City                                  | Albuquerque                                                   | New Mexico       | oktober             | 1970               |         |
| Dutchess County Classic Marathon           | New York                                                      | New York         | september           | 1979               |         |
| Earth Day Challenge Marathon               | Gambier                                                       | Ohio             | april               | 2007               |         |
| El Paso Marathon                           | El Paso                                                       | Texas            | maart               | 2007               |         |
| Empire State Marathon                      | Syracuse                                                      | New York         | oktober             | 2011               |         |
| Equinox Marathon                           | Fairbanks                                                     | Alaska           | september           | 1963               |         |
| Eugene Marathon                            | Eugene                                                        | Oregon           | mei                 | 2007               |         |
| Fargo Marathon                             | Fargo                                                         | North Dakota     | mei                 | 2005               |         |
| Five Points of Life Marathon               | Gainesville                                                   | Florida          | februari            | 2006               |         |
| First Light Marathon                       | Mobile                                                        | Alabama          | januari             | 2001               |         |
| Flying Pig Marathon                        | Cincinnati                                                    | Ohio             | mei                 | 1999               |         |
| Fort Lauderdale A1A Marathon               | Fort Lauderdale                                               | Florida          | februari            | 2006               |         |
| Frank Maier Marathon                       | Juneau                                                        | Alaska           | juli                | 1992               |         |
| Garmin Marathon (voorheen Olathe Marathon) | Olathe                                                        | Kansas           | april               | 2004               |         |
| Georgia Marathon                           | Atlanta                                                       | Georgia          | maart               | 2007               |         |
| Glass City Marathon                        | Toledo                                                        | Ohio             | april               | 1975               |         |
| Grandma's Marathon                         | Duluth                                                        | Minnesota        | juni                | 1977               |         |
| Grand Rapids Marathon                      | Grand Rapids                                                  | Michigan         | oktober             | 2004               |         |
| Green Bay Marathon                         | Green Bay                                                     | Wisconsin        | mei                 | 2000               |         |
| Green Mountain Marathon                    | South Hero                                                    | Vermont          | oktober             | 1970               |         |
| Green River Marathon                       | Seattle                                                       | Washington       | juni                | 1997               |         |
| Harpeth Hills Flying Monkey Marathon       | Nashville                                                     | Tennessee        | november            | 2006               |         |
| Hartford Marathon                          | Hartford                                                      | Connecticut      | oktober             | 1994               |         |
| Haulin' Aspen Marathon                     | Bend                                                          | Oregon           | augustus            |                    |         |
| Heart of America Marathon                  | Columbia                                                      | Missouri         | september           | 1960               |         |
| Honolulu Marathon                          | Honolulu                                                      | Hawaï            | december            | 1973               |         |
| Houston Marathon                           | Houston                                                       | Texas            | januari             | 1972               |         |
| Humboldt Redwoods Marathon                 | Humboldt County                                               | Californië       | oktober             | 1972               |         |
| Hyannis Marathon                           | Hyannis                                                       | Massachusetts    | februari            | 1978               |         |
| Ice Breaker Road Race                      | Great Falls                                                   | Montana          | april               | 1980               |         |
| Illinois Marathon                          | Champaign                                                     | Illinois         | april               | 2009               |         |
| Indianapolis Marathon                      | Indianapolis                                                  | Indiana          | oktober             | 1996               |         |
| Kansas City Marathon                       | Kansas City                                                   | Missouri         | oktober             | 2002               |         |
| Kenai River Marathon                       | Kenai                                                         | Alaska           | september           |                    |         |
| Kentucky Derby Festival Marathon           | Louisville                                                    | Kentucky         | april               | 2002               |         |
| Kiawah Island Marathon                     | Kiawah Island                                                 | South Carolina   | december            | 1978               |         |
| King Salmon Marathon                       | Cordova                                                       | Alaska           | juli                | 1986               |         |
| Knoxville Marathon                         | Knoxville                                                     | Tennessee        | april               | 2002               |         |
| La Crosse Marathon                         | La Crosse                                                     | Wisconsin        | mei                 | 2009               |         |
| Las Vegas Marathon                         | Las Vegas                                                     | Nevada           | december            | 1967               |         |
| Last Chance for Boston Marathon            | Dublin                                                        | Ohio             | februari            | 2002               |         |
| Leavenworth Marathon                       | Leavenworth                                                   | Washington       | oktober             | 2005               |         |
| Lewis & Clark Marathon                     | Sioux City                                                    | Iowa             | mei of juni         | 2003?              |         |
| Little Rock Marathon                       | Little Rock                                                   | Arkansas         | maart               | 2003               |         |
| Long Beach Marathon                        | Long Beach                                                    | Californië       | oktober             | 1982               |         |
| Long Island Marathon                       | East Meadow                                                   | New York         | april               | 1970               |         |
| Los Angeles Marathon                       | Los Angeles                                                   | Californië       | maart               | 1986               |         |
| Lost Dutchman Marathon                     | Apache Junction                                               | Arizona          | februari            | 2001               |         |
| Lower Potomac River Marathon               | Piney Point                                                   | Maryland         | maart               |                    |         |
| Lucky Trail Marathon                       | Seabrook                                                      | Texas            | maart               | 2004               |         |
| Madison Marathon                           | Madison                                                       | Wisconsin        | november            | 2006               |         |
| Maine Coast Marathon                       | Kennebunk                                                     | Maine            | mei                 | 1980               |         |
| Marathon of the Palm Beaches               | West Palm Beach                                               | Florida          | december            | 2004               |         |
| Mardi Gras Marathon                        | New Orleans                                                   | Louisiana        | februari            | 1965               |         |
| Marine Corps Marathon                      | Arlington                                                     | Virginia         | oktober             | 1976               |         |
| Marshall University Marathon               | Huntington                                                    | West Virginia    | november            | 2004               |         |
| Martian Marathon                           | Dearborn                                                      | Michigan         | april               | 2012               |         |
| Maui Marathon                              | Maui                                                          | Hawaï            | september           | 1971               |         |
| Mayor's Marathon                           | Anchorage                                                     | Alaska           | juni                | 1974               |         |
| Medoc Trail Marathon                       | Hollister                                                     | North Carolina   | oktober             | 2008               |         |
| Mercedes Marathon                          | Birmingham                                                    | Alabama          | februari            | 2002               |         |
| Mesa Falls Marathon                        | Ashton                                                        | Idaho            | augustus            | 1997               |         |
| Miami Marathon                             | Miami                                                         | Florida          | januari of februari | 2003               |         |
| Minneapolis Marathon                       | Minneapolis                                                   | Minnesota        | juni                | 2009               |         |
| Mississippi Blues Marathon                 | Jackson                                                       | Mississippi      | januari             | 2008               |         |
| Monumental Marathon                        | Indianapolis                                                  | Indiana          | november            | 2008               |         |
| Mount Desert Island Marathon               | Bar Harbor                                                    | Maine            | oktober             | 2002               |         |
| Mount Lemmon Marathon                      | Tucson                                                        | Arizona          | oktober             | 2010               |         |
| Mount Rushmore Marathon                    | Rapid City                                                    | South Dakota     | oktober             | 1979               |         |
| Myrtle Beach Marathon                      | Myrtle Beach                                                  | South Carolina   | februari            | 1998               |         |
| Napa Valley Marathon                       | Calistoga naar Napa                                           | Californië       | maart               | 1978               |         |
| National Marathon                          | Washington D.C.                                               | Washington D.C.  | maart               | 2006               |         |
| New York City Marathon                     | New York                                                      | New York         | november            | 1970               |         |
| Niagara Marathon                           | USA Niagara Falls (New York) naar CAN Niagara Falls (Ontario) | New York Ontario | oktober             | 1974               |         |
| Nike Women's Marathon                      | San Francisco                                                 | Californië       | oktober             | 2004               |         |
| North Country Races                        | Wellston                                                      | Michigan         | augustus            | 2000               |         |
| Oklahoma City Marathon                     | Oklahoma City                                                 | Oklahoma         | april               | 2001               |         |
| Omaha Marathon                             | Omaha                                                         | Nebraska         | september           | 1975               |         |
| Orange County Marathon                     | Orange County                                                 | Californië       | mei                 | 2004               |         |
| Old Fart's Marathon                        | Lowell                                                        | Michigan         | augustus            | 2007               |         |
| Outer Banks Marathon                       | Kitty Hawk                                                    | North Carolina   | november            | 2006               |         |
| Paavo Nurmi Marathon                       | Iron County                                                   | Wisconsin        | augustus            | 1969               |         |
| Philadelphia Marathon                      | Philadelphia                                                  | Pennsylvania     | november            | 1954               |         |
| Pikes Peak Marathon                        | Manitou Springs                                               | Colorado         | augustus            | 1956               |         |
| Pittsburgh Marathon                        | Pittsburgh                                                    | Pennsylvania     | mei                 | 1985               |         |
| Pocatello Marathon                         | Pocatello                                                     | Idaho            | september           | 2000               |         |
| Portland Marathon                          | Portland                                                      | Oregon           | oktober             | 1972               |         |
| Providence Marathon                        | Providence                                                    | Rhode Island     | mei                 | 2008               |         |
| Puerto Rico Marathon                       | San Juan                                                      | Puerto Rico      | maart               |                    |         |
| Presque Isle Marathon                      | Erie                                                          | Pennsylvania     | september           | 2002               |         |
| Prince of Wales International Marathon     | Craig                                                         | Alaska           | mei                 | 2000               |         |
| Quad Cities Marathon                       | Moline                                                        | Illinois         | september           | 1998               |         |
| Redding Marathon                           | Redding                                                       | Californië       | januari             |                    |         |
| Richmond Marathon                          | Richmond                                                      | Virginia         | november            | 1978               |         |
| Rock 'n' Roll Arizona Marathon             | Phoenix                                                       | Arizona          | januari             | 2004               |         |
| Rock 'n' Roll San Diego Marathon           | San Diego                                                     | Californië       | juni                | 1998               |         |
| Rochester Marathon                         | Rochester                                                     | New York         | september           |                    |         |
| Rockford Marathon                          | Rockford                                                      | Illinois         | mei                 | 2008               |         |
| Run Charlevoix Marathon                    | Charlevoix                                                    | Michigan         | juni                | 2007               |         |
| Run for the Lakes Marathon                 | Nisswa                                                        | Minnesota        | april               | 2008               |         |
| Run the River Marathon                     | Folsom-Sacramento                                             | Californië       | maart               |                    |         |
| St. George Marathon                        | St. George                                                    | Utah             | oktober             | 1977               |         |
| St. Jude Memphis Marathon                  | Memphis                                                       | Tennessee        | december            | 2002               |         |
| St. Jude Rock ‘n’ Roll Nashville Marathon  | Nashville                                                     | Tennessee        | april               | 2000               |         |
| St. Louis Marathon                         | Saint Louis                                                   | Missouri         | april               | 2001               |         |
| Salt Lake City Marathon                    | Salt Lake City                                                | Utah             | april               | 2004               |         |
| San Antonio Marathon                       | San Antonio                                                   | Texas            | december            | 1975               |         |
| San Francisco Marathon                     | San Francisco                                                 | Californië       | juli                | 1977               |         |
| San Luis Obispo Marathon                   | San Luis Obispo                                               | Californië       | april               | 2012               |         |
| Sarasota Marathon                          | Sarasota                                                      | Florida          | november            |                    |         |
| Seafair Marathon                           | Seattle                                                       | Washington       | juli                | 1950               |         |
| Seattle Marathon                           | Seattle                                                       | Washington       | november            | 1970               |         |
| Self-Transcendence Marathon                | Congers                                                       | New York         | augustus            | 2002               |         |
| Southern Indiana Classic Marathon          | Evansville                                                    | Indiana          | april               | 2010               |         |
| Steamboat Marathon                         | Steamboat Springs                                             | Colorado         | juni                | 1982               |         |
| Steamtown Marathon                         | Forest City naar Scranton                                     | Pennsylvania     | oktober             | 1996               |         |
| Sunburst Marathon                          | South Bend                                                    | Indiana          | juni                | 1984               |         |
| Surf City USA Marathon                     | Huntington Beach                                              | Californië       | februari            | 2005               |         |
| Surfside Beach Marathon                    | Surfside Beach                                                | Texas            | februari            | 2005               |         |
| Tallahassee Marathon                       | Tallahassee                                                   | Florida          | februari            | 1975               |         |
| Tecumseh Trail Marathon                    | Bloomington                                                   | Indiana          | december            | 2003               |         |
| Timberline Marathon                        | Mount Hood                                                    | Oregon           | september           | 2006               |         |
| Tobacco Road Marathon                      | Cary                                                          | North Carolina   | maart               | 2010               |         |
| Towpath Marathon                           | Cuyahoga Valley National Park                                 | Ohio             | oktober             | 1992               |         |
| Tucson Marathon                            | Tucson                                                        | Arizona          | december            | 1995               |         |
| Twin Cities Marathon                       | Minneapolis – Saint Paul                                      | Minnesota        | oktober             | 1982               |         |
| Tybee Marathon                             | Tybee Island                                                  | Georgia          | februari            | 1978               |         |
| United States Air Force Marathon           | Dayton                                                        | Ohio             | september           | 1997               |         |
| Utah Valley Marathon                       | Provo                                                         | Utah             | april               | 2008               |         |
| Vermont City Marathon                      | Burlington                                                    | Vermont          | mei                 | 1989               |         |
| Walkway Marathon                           | Poughkeepsie / Highland                                       | New York         | juni                | 2015               |         |
| Walt Disney World Marathon                 | Orlando                                                       | Florida          | januari             | 1994               |         |
| Whidbey Island Marathon                    | Oak Harbor                                                    | Washington       | april               | 2007               |         |
| Whistlestop Marathon                       | Ashland                                                       | Wisconsin        | oktober             | 1987               |         |
| Wichita Marathon                           | Wichita                                                       | Kansas           | oktober             | 2010               |         |
| Williams Route 66 Marathon                 | Tulsa                                                         | Oklahoma         | november            | 2006               |         |
| Wineglass Marathon                         | Bath naar Corning                                             | New York         | oktober             | 1981               |         |
| Yonkers Marathon                           | Yonkers                                                       | New York         | september           | 1907               |         |